# اعداد یونانی
پیشوند عددهای یونانی و معادل‌های فارسی آنان که در اصطلاحات علمی و فنی، مثل فرمول‌های شیمیایی و موارد دیگر به کار می‌روند:
1. مونو: یک
2. دی: دو
3. تری: سه
4. تِترا: چهار
5. پِنتا: پنج
6. هِگزا: شش
7. هِپتا: هفت
8. اوکتا،اوکت: هشت
9. نونا: نه
10. دِکا: ده
11. آندکا (اون دکا): یازده
12. دودکا: دوازده
13. تری‌دکا: سیزده
14. تترادکا: چهارده
15. پنتادکا: پانزده
16. هگزادکا: شانزده
17. هپتادکا: هفده
18. اوکتا‌دکا: هجده
19. نونادکا: نوزده
20. ایکوزا: بیست
21. هنی‌ایکوزا: بیست و یک
22. دوایکوزا: بیست و دو
23. تری‌ایکوزا: بیست و سه
24. تتراایکوزا: بیست و چهار
25. پنتاایکوزا: بیست و پنج
26. هگزاایکوزا: بیست و شش
27. هپتاایکوزا: بیست و هفت
28. اوکتا ایکوزا: بیست و هشت
29. نونا ایکوزا: بیست و نه
30. تریاکونتا: سی

۴۰. تتراکونتا: چهل 
۵۰. پِنتاکونتا: پنجاه
۶۰. هِگزاکونتا: شصت
۷۰. هِپتا کونتا: هفتاد
۸۰. اوکتا کونتا: هشتاد
۹۰. نوناکونتا: نود
۱۰۰. کِنتا: صد
برای نمونه، ۱۳۲: دو تریاکونتا کِنتا

## روش نوشتن
برای نوشتن اعداد یونانی در زبان یونانی از حروف یونانی به همراه یک علامت ' استفاده می‌شود جدول آن به صورت زیر است:
| حرف | مقدار |  | حرف | مقدار |  | حرف | مقدار |
| --- | ----- |  | --- | ----- |  | --- | ----- |
| αʹ  | ۱     |  | ιʹ  | ۱۰    |  | ρʹ  | ۱۰۰   |
| βʹ  | ۲     |  | κʹ  | ۲۰    |  | σʹ  | ۲۰۰   |
| γʹ  | ۳     |  | λʹ  | ۳۰    |  | τʹ  | ۳۰۰   |
| δʹ  | ۴     |  | μʹ  | ۴۰    |  | υʹ  | ۴۰۰   |
| εʹ  | ۵     |  | νʹ  | ۵۰    |  | φʹ  | ۵۰۰   |
| ϛʹ  | ۶     |  | ξʹ  | ۶۰    |  | χʹ  | ۶۰۰   |
| ζʹ  | ۷     |  | οʹ  | ۷۰    |  | ψʹ  | ۷۰۰   |
| ηʹ  | ۸     |  | πʹ  | ۸۰    |  | ωʹ  | ۸۰۰   |
| θʹ  | ۹     |  | ϟʹ  | ۹۰    |  | ϡʹ  | ۹۰۰   |

در یونانی جدید حروف بزرگ ترجیح داده می‌شود مثلاً Φίλιππος Βʹ = فیلیپ دوم.